# Pociąg przyspieszony

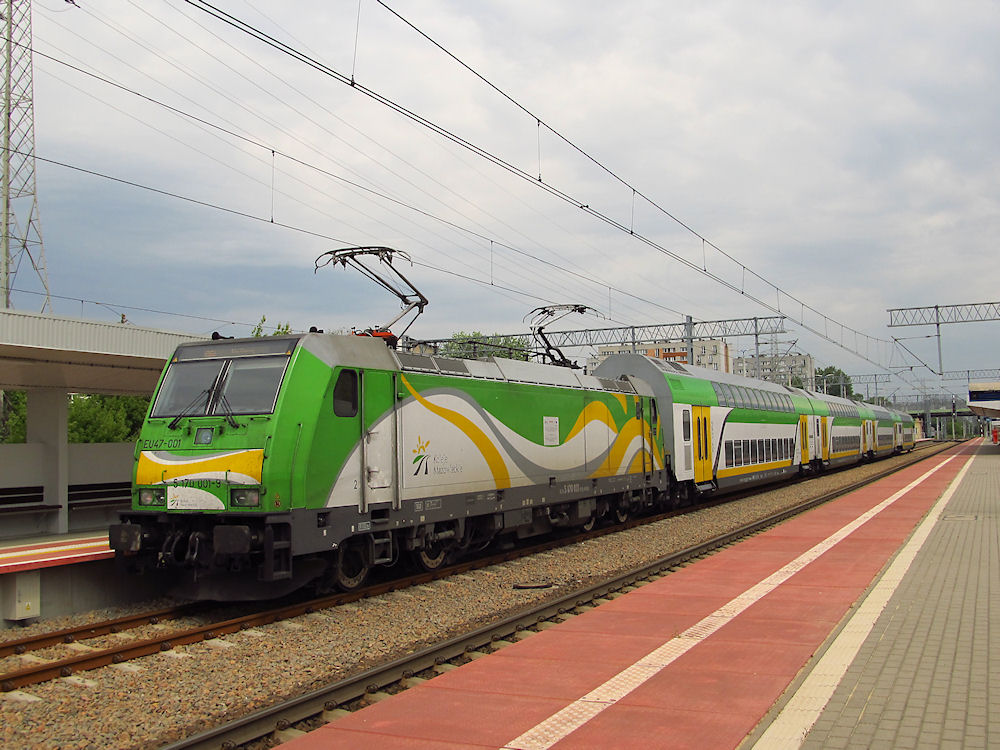
Pociąg osobowy przyspieszony Kolei Mazowieckich relacji Działdowo – Warszawa Gdańska

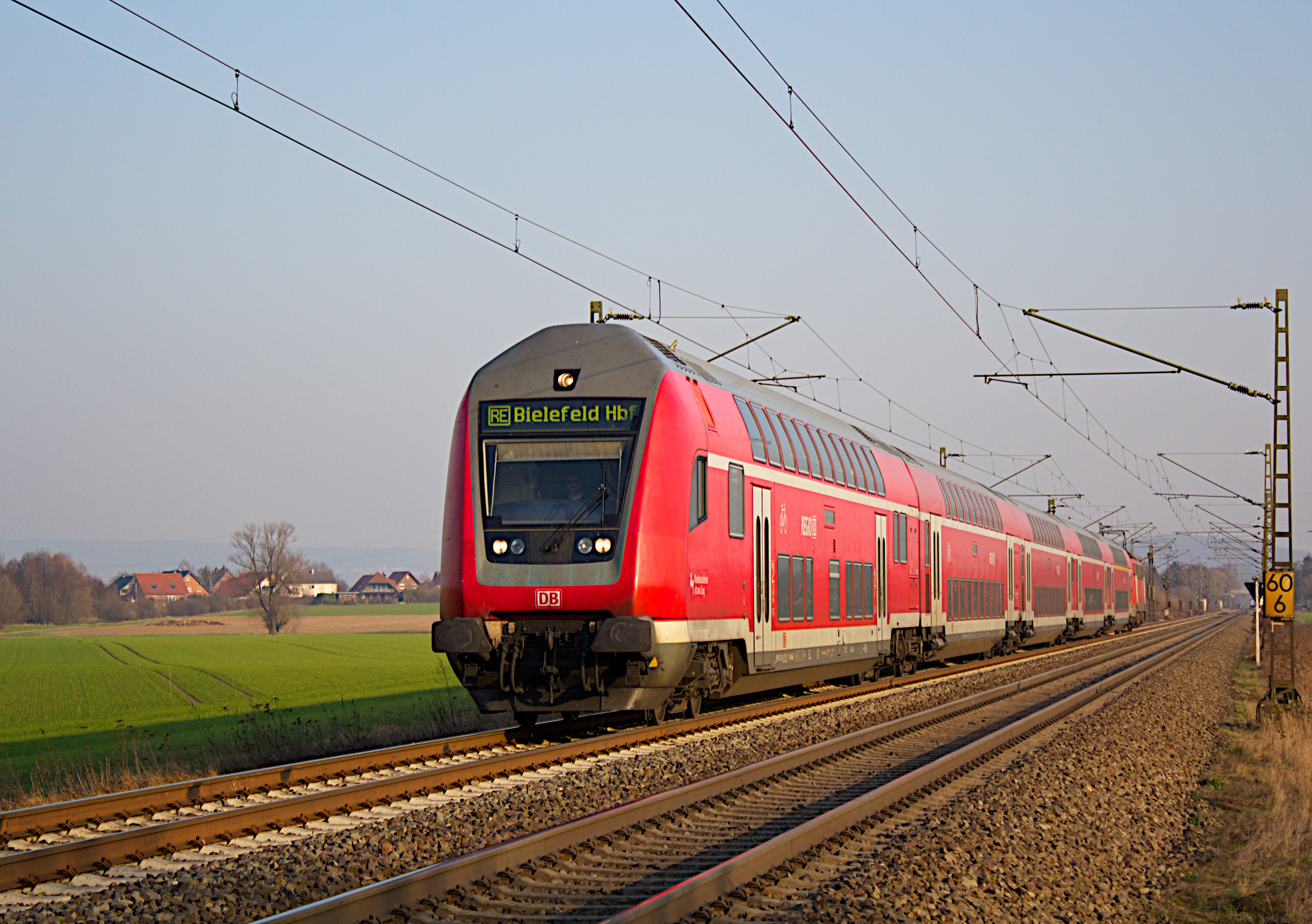
Niemiecki pociąg DB Regional-Express

Pociąg osobowy przyspieszony – rodzaj pociągu osobowego, którego rozkład jazdy nie przewiduje zatrzymania na wszystkich stacjach i przystankach osobowych zlokalizowanych na trasie jego przejazdu. Przejazd podróżnych pociągiem osobowym przyspieszonym odbywa się na takich samych zasadach jak pociągiem osobowym (chyba że przewoźnik postanowi inaczej).